# Capela da Senhora dos Passos (Mexilhoeira Grande)
A Capela da Senhora dos Passos, igualmente conhecido como Capela de Nosso Senhor dos Passos, é um edifício religioso na vila de Mexilhoeira Grande, parte do Município de Portimão, na região do Algarve, em Portugal.

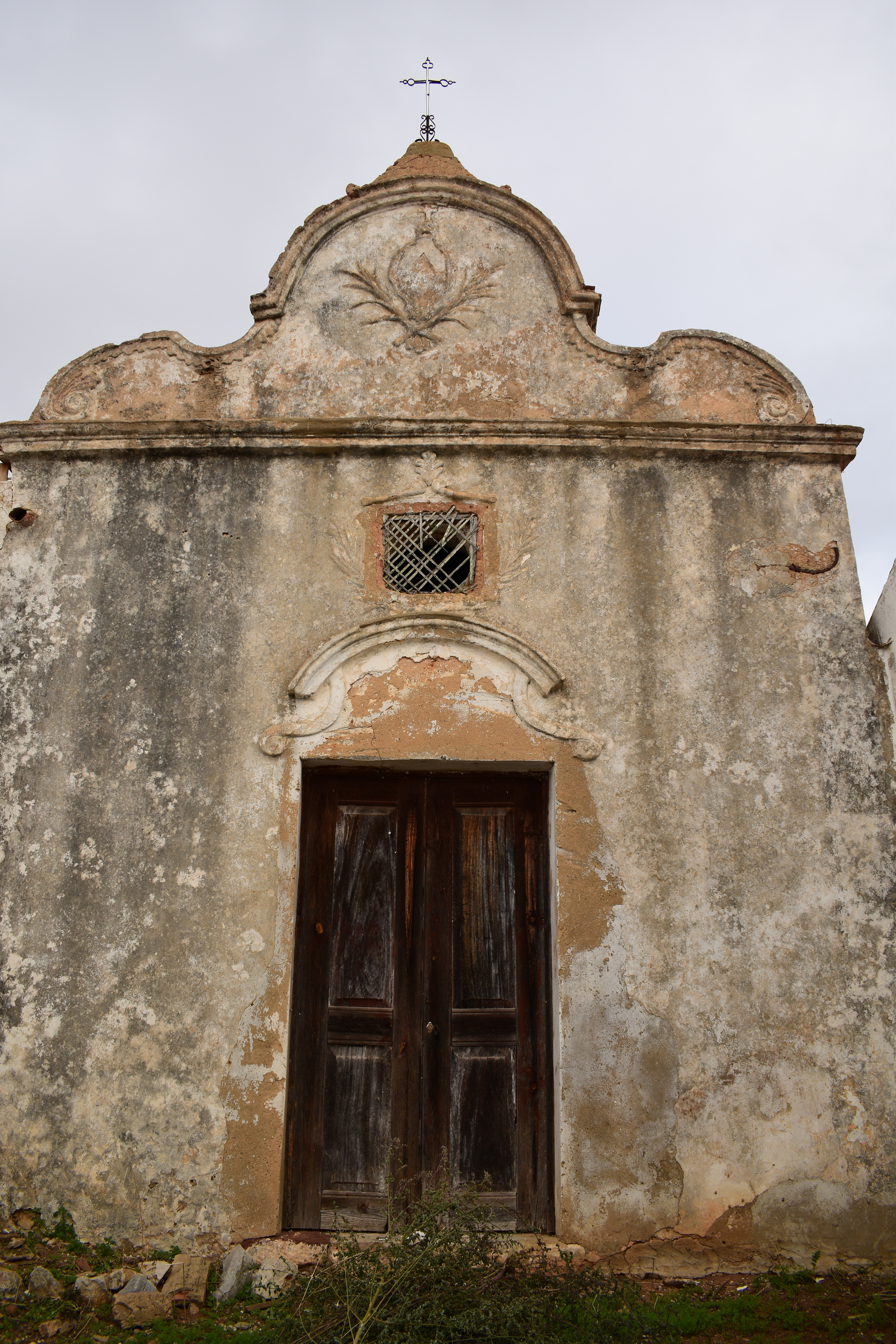
Fachada da capela, em 2019.

## Descrição
A Capela da Senhora dos Passos está situada na rua da Capelinha, no interior da vila de Mexilhoeira Grande, e consiste num antigo edifício religioso privado, de reduzidas dimensões.
Apresenta uma arquitectura típica do estilo Barroco, sendo de dimensões modestas, e composta apenas por uma nave, rematada por uma abóbada. O interior também é de composição simples, contendo um retábulo-mor, com um nicho de volta perfeita e duas pilastras caneladas. A Norte situa-se uma pequena sacristia, de forma quadrangular, que contém uma imagem de Nosso Senhor dos Passos e uma tela sobre a Fuga para o Egipto, ambos em mau estado de conservação. A fachada principal, de um só registo, é rasgada no centro pela porta principal, rematada por um arco de volta perfeita de descarga, e decorada em cima com motivos florais. No topo deste conjunto está um óculo, sendo a fachada rematada por uma empena de forma irregular, com um frontão circular no centro, ostentando uma pedra brasonada. Em frente da fachada principal está um pequeno adro. O edifício ostenta alguns elementos do período novecentista, nomeadamente o retábulo, de estilo Neoclássico, e o tímpano do portal principal.

## História
A capela foi construída no século XVIII, Posteriormente, passou a funcionar como edifício de apoio para as festas religiosas da paróquia. originalmente como parte de uma das quintas situadas nos arredores da vila, tendo o complexo original desaparecido progressivamente, e sobrevivido apenas o templo. Na fachada principal existem vestígios de trabalhos de restauro do século XIX, embora o processo de extinção da quinta e a sua consequente divisão por vários proprietários tenha levado ao progressivo abandono da capela. Posteriormente, passou a funcionar como edifício de apoio para as festas religiosas da paróquia.
A Capela da Senhora dos Passos foi mencionada como um dos monumentos da Mexilhoeira Grande, durante o debate sobre a ascensão daquela localidade à categoria de vila, em 1997, sendo nessa altura descrita como estando em más condições de conservação. Com efeito, nos princípios do século XXI foi assinalada a presença de vários problemas estruturais, como infiltrações nas abóbadas, principalmente na sacristia, e a existência de uma grande quantidade de vegetação no antigo adro, que criava problemas de acesso ao edifício.